# Havoc (programma televisivo)
Havoc  (When Havoc Struck) è un documentario televisivo statunitense in 12 puntate trasmesse per la prima volta nel corso di una sola stagione nel 1978.
È una serie documentaristica incentrata su catastrofi o disastri naturali (terremoti, incendi, eruzioni vulcaniche, disastri aerei, naufragi, inondazioni) che vengono ricostruiti tramite l'ausilio di filmati d'archivio e interviste alle vittime o ai protagonisti. Gli episodi vengono presentati dalla voce di Glenn Ford.

## Produzione
La serie fu prodotta da ITC Entertainment.  Le musiche furono composte da Harry Robertson.

## Distribuzione
La serie fu trasmessa negli Stati Uniti dal 1978 al 1978 in syndication. In Italia è stata trasmessa con il titolo Havoc.